# 어디선가 누군가에 무슨 일이 생기면 틀림없이 나타난다 홍반장
"어디선가 누군가에 무슨 일이 생기면 틀림없이 나타난다 홍반장"은 2004년에 개봉한 대한민국의 영화이다. 대한민국에서 개봉된 영화 중 두번째로 긴 제목이기도 하다.
한편, 엄정화(윤혜진 역)는 해당 영화 때문에 MBC 미니시리즈 결혼하고 싶은 여자 캐스팅 제의를 고사했으며 SBS <최수종쇼> 보조 MC 물망에 한때 거론됐으나 결국 스스로 포기했고 엄정화 외에도 김정은 하지원 김남주 등이 물망에 올랐지만 모두 이런저런 사정으로 고사하자 최수종 단독으로 진행됐다.

## 줄거리
홍두식은 동네 반장을 맡고 있는 서른 살의 청년으로, 훤칠한 키와 수려한 용모를 갖추었으며 모르는 일이 없고 못하는 일이 없는 인물이다. 그러나 그의 삶에는 여전히 미스터리한 부분이 존재한다. 특히 군 제대 후 3년간의 공백은 사람들로 하여금 온갖 추측을 불러일으켰다. 한미 정상회담에서 동시통역을 맡았다는 소문이 있는가 하면, 유명 가수의 보디가드였다는 이야기도 있으며, 심지어 단신으로 수영하여 대서양을 건넜다는 황당한 소문까지 존재한다. 이처럼 ‘귀신도 울고 간다’는 별칭을 얻은 홍반장에게 뜻밖의 변수, 일생일대의 태클이 등장하였다.
그 주인공은 윤혜진이다. 정의롭고 완벽주의적인 성향을 지닌 치과의사인 그녀는 평의사의 인권을 옹호하며 제출한 사표가 즉석에서 수리되는 바람에 직장을 잃게 되었다. 그녀는 자신의 철저한 의료 행위가 결벽증이라 비난받더라도 굴하지 않고, 억울함을 딛고 작은 도시에 개업한다. 그러나 개업과 동시에 홍반장과의 마찰이 끊이지 않았다. 개업 선물로 진로 달력을 받는가 하면, 자고 있는 집에 들이닥쳐 동네 청소를 시키고, 심지어 배달시킨 자장면조차 되가져가는 등 그의 간섭은 일상적이었다.
홍두식은 분식집, 편의점, 라이브 카페 등 잡다한 일을 도맡으며 동네 어디서나 모습을 드러낸다. 그런 그의 얼굴을 마주칠 때마다 혜진은 분노를 감추지 못한다. 하지만 홍두식은 남다른 면모를 보인다. 그는 싸움에 능하고, 위기 상황에서는 혜진을 구해내며 따뜻한 마음씨를 드러낸다. 단순히 소란스럽고 성가신 존재로만 여겼던 남자가 어느새 그녀의 시선을 붙잡게 된 것이다.
반대로 홍두식 역시 혜진에게서 눈을 떼지 못한다. 그녀는 시끄럽고 고집스럽지만, 동시에 자신만의 리듬과 생기를 지니고 있어, 마치 새의 노랫소리처럼 그의 마음속으로 스며든다. 그 결과 홍두식은 처음으로 자신이 가진 것이 없음을 안타까워하게 된다.

## 캐스팅
- 김주혁: 홍 반장(홍두식) 역
- 엄정화: 윤혜진 역
- 김가연: 오미선 역 - 혜진 친구
- 기주봉: 윤 회장 역 - 혜진 부
- 허기호: 태호 역
- 김용헌: 기철 역
- 노승범: 망치 역
- 최영진: 깔치 역
- 황수현: 넙치 역
- 이경희: 주인 아줌마 역
- 구본임: 중국집 아줌마 역
- 강재섭: 재수 역
- 이선규: 과장 1 역
- 배장수: 과장 2 역
- 이창: 중개인 1 역
- 주효만: 할아버지 1 역
- 이복희: 할아버지 2 역
- 이주리: 지수 역
- 석정만: 박씨 아저씨 역
- 윤갑수: 재수 아버지 역
- 송영규: 동료 의사 2 역
- 장동직: 박 사장 역(특별출연)
- 강성필: 도라이버 역(특별출연) - 두식 동창
- 김준성: 노도철 역(특별출연)

목소리 출연
- 이규화: 예고편 성우
- 서혜정: 예고편 성우